# Occimiano
Occimiano – miejscowość i gmina we Włoszech, w regionie Piemont, w prowincji Alessandria.
Według danych na styczeń 2010 gminę zamieszkiwało 1389 osób przy gęstości zaludnienia 62,1 os./1 km².